# Contact (géométrie)
Pour les articles homonymes, voir Contact.

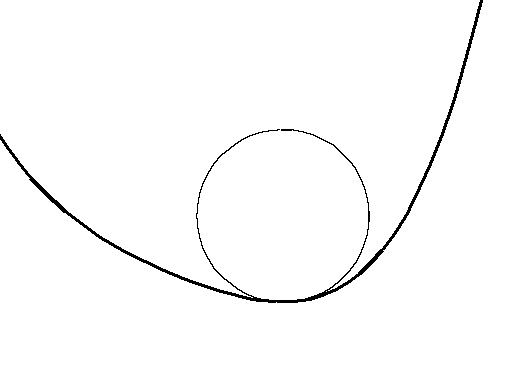
La courbe est tangente au cercle.

En géométrie différentielle, la notion de contact approfondit l'étude de la tangence, en déterminant des cas particuliers pour lesquels deux courbes s'épousent plus fortement au voisinage du point de contact. On définit ainsi une échelle d'ordres de contact de plus en plus forts et de plus en plus rares. La tangence est un contact d'ordre au moins 1 ; quand le contact est d'ordre au moins 2, on parle de courbes osculatrices, puis surosculatrices pour un contact d'ordre encore supérieur. Les ordres de contact successifs, dans un cadre bien défini, correspondent à des ordres successifs de développement limité.
Il existe également un article sur la géométrie de contact.

## Contact entre courbes
On considère deux arcs paramétrés plans de classe {\displaystyle {\mathcal {C}}^{k}} qui s'intersectent en un point : M(s)=N(t). On suppose que ces arcs sont réguliers (vecteur dérivée jamais nul).
On dit que ce point représente un contact d'ordre au moins p ({\displaystyle p\leq k}) des arcs si, à reparamétrage près, les arcs partagent en ce point les mêmes p premières dérivées.

### Contact d'ordre au moins 1
Ainsi si le paramétrage initial vérifie M'(s)=N'(t), le contact est d'ordre au moins 1. Mais la réciproque est fausse : il faut tenir compte des différents reparamétrages possibles.
Plus précisément, deux courbes régulières ont un contact d'ordre au moins 1 en leur point d'intersection quand les vecteurs dérivés de ces courbes sont colinéaires en ce point. Ou en d'autres termes, quand les courbes partagent la même tangente en ce point. On parle alors de courbes tangentes.

### Contacts d'ordre supérieur

Évolution du cercle osculateur en un point, lorsque ce point parcourt la courbe. Le cercle traverse la courbe, sauf lorsqu'il est aux sommets. Au point d'inflexion, il dégénère en une droite (courbure nulle).

On parle de courbes osculatrices quand leur contact est d'ordre au moins 2, surosculatrices quand ce contact est d'ordre au moins 3.
Ainsi une courbe du plan euclidien, birégulière au point de paramètre s admet en ce point un unique cercle osculateur à la courbe. Si la courbure est nulle, c'est la droite tangente elle-même qui est osculatrice à la courbe.
Par contrecoup, deux courbes planes birégulières sont osculatrices en un point d'intersection si et seulement si elles ont même tangente et même courbure en ce point.
Deux courbes sont surosculatrices si et seulement si elles ont au point d'intersection mêmes tangentes, courbures égales et dérivées des courbures égales. Par exemple le cercle osculateur à une courbe en s devient surosculateur lorsque la courbe admet une dérivée nulle pour la courbure en s (un tel point est appelé sommet de la courbe).